# Market Drayton
Market Drayton – miasto w Wielkiej Brytanii, w Anglii, w hrabstwie Shropshire. W 2001 r. miasto to zamieszkiwało 10 407 osób.

## Współpraca
Miejscowość partnerska:
- Arlon, Belgia